# Harjun stadion
Il Harjun stadion è lo stadio dove la squadra JJK gioca le sue partite in casa.
Contiene 3000 posti a sedere e fu inaugurato nel 1926.